# Kullamannen (TV-serie)
Kullamannen är en svensk TV-serie i genren ungdomsthriller från 1967. Den är producerad av Folke Mellvig och regisserad av Leif Krantz, med bland andra Olle Myrberg, Håkan Waldebrandt, Maria Lindberg, Staffan Hallerstam och Leif Liljeroth i rollerna. Serien är inspelad i svart/vitt och sändes första gången 1967–1968; den har därefter repriserats ett flertal gånger, bland annat 1978, 1993 och 2000. Kullamannen finns även som bok, utgiven 1968 och med nya upplagor 1979 och 1986.
Serien är inspelad i Kullabygden, Höganäs kommun samt i Helsingborg och på Kastrups flygplats.
Titeln kommer från berättelserna om Kullamannen.

## Rollista i urval

### Familjen Skog
- Olle Myrberg - Kaj, 13 år (även berättare)
- Staffan Hallerstam - Tommy, 6 år
- Kåre Sigurdson - Advokat Skog, pappa till Kaj och Tommy
- Brigitte Ornstein - Mamma till Kaj och Tommy

### Familjen Bergman
- Håkan Waldebrandt	- Peter Bergman, 14 år
- Maria Lindberg - Marianne Bergman, 12 år
- Åke Engfeldt	- pappa Gunnar, keramiker med egen krukmakarverkstad
- Emy Storm	- mamma Bergman, Peters och Mariannes mamma, keramiker

### Mystiska personer
- Leif Liljeroth - Doktor Miller, 40–50 år, mystisk utlänning som påstår sig vara botanist och vetenskapsman
- Fred Gunnarsson - Harry, "Volvo-mannen" och författare (även röst som guide på Krapperups slott)
- Berta Hall - Fru Helén Werner, mystisk dam i huset vid Kullens fyr
- Bengt Brunskog - Farbror Ludvig, grobian, tjuvaktig typ

### Övriga roller (med repliker)
- Lena Dahlman - Jenny, 25 år, barnvakt och krukmakare
- Curt Malmström - Serviceman på Shell bensinstation i Arild (avsnitt 1)
- Cecilia Pastenis - Kvinnlig annonsmottagare på tidningskontoret i Mölle (avsnitt 1)
- Eddie Axberg - bartender på Strand Hotell och innehavare av Fotoservice i Mölle (även speaker-röst till bildspelet i gruvmuseet)
- Fred Gunnarsson - Guide vid Krapperups slott (avsnitt 3)
- Lars Wester - Roger, dansk medhjälpare till Doktor Miller, vid Krapperups slott (avsnitt 3) och utanför Kullamannens hus (avsnitt 7)
- Anne Arnberg - Anette Månsson, 15 år, konfirmand, Övergården (avsnitt 3 och 4)
- Kvinnlig golfspelare (avsnitt 4)
- Manlig golfspelare (avsnitt 4)
- Willy Keidser - Konfirmationsprästen i Brunnby kyrka (avsnitt 4)
- Klockaren i Brunnby kyrka (avsnitt 5)
- Äldre kvinnlig ciceron i Höganäs gruva (avsnitt 5 och 6)
- Äldre manlig gruvvakt/hisskötare (avsnitt 5)
- Besökare och anställda vid gruvmuseet i Höganäs (avsnitt 5)
- Lars Hansson - serviceman på Shell bensinstation (avsnitt 6)
- Högtalarröster på Kastrups flygplats (avsnitt 7)

## Produktion och distribution

### Inspelning och bok
Inspelningen påbörjades i slutet av maj 1967 och fortgick under den sommaren.
Grottscenerna från "salen" i Kullamannens hus i seriens sista avsnitt är filmade i Tykarpsgrottan i närheten av Hässleholm. Gården Himmelstorp där ungdomarna bor under sitt händelserika sommarlov är i Krapperups ägo, och har tidigare disponerats av Kullens hembygdsförening.
Kullamannen finns även som bok, skriven med manuskriptet som förlaga. (Jämförelse mellan TV-seriens handling och bokens: Avsnitt 1. = sid 5–19, 2. = 20–41, 3. = 41–60, 4. = 60–83, 5. = 83–102, 6. = 102–118, 7. = 118–135.)

### Avsnitt
1. Föräldrafritt
2. Victoria med "c"
3. Möte bland svin
4. De underliga psalmerna
5. Vi går under jorden
6. Kastrup 57
7. Två vita, två blå

### DVD
Serien gavs ut på DVD 2006 (Atlantic Film).